# Bắc Tháp
Bắc Tháp chữ Hán giản thể: 北塔区, âm Hán Việt: Bắc Tháp khu) là một quận thuộc địa cấp thị Thiệu Dương, tỉnh Hồ Nam, Cộng hoà Nhân dân Trung Hoa. Quận này có diện tích 95 km², dân số 82.000 người. Về mặt hành chính, quận được chia thành 2 nhai đạo, 3 hương.
- Nhai đạo: Tân Than Trấn, Trạng nguyên Châu.
- Hương: Điền Giang, Trà Nguyên Đầu, Trần Gia Kiều.